# ایتور ایرو
ایتور ایرو (انگلیسی: Aitor Iru؛ زادهٔ ۲۹ ژوئیهٔ ۱۹۶۸) بازیکن فوتبال اهل اسپانیا است.